# Lev Sedov
Lev Lvovič Sedov (rusky Лев Львович Седов; 24. února 1906 – 16. února 1938, Paříž) byl nejstarší syn sovětského komunistického revolucionáře Lva Davidoviče Trockého a jeho druhé manželky Natalje Sedovové. Narodil se v době, kdy jeho otci hrozilo ve vězení doživotní vězení za účast v revoluci v roce 1905.

## Životopis

### Mládí a studium
Lev Sedov byl třetím dítětem Lva Davidoviče Trockého, který měl z předchozího manželství ještě dvě dcery (Zinaidu a Ninu). Jeho matkou byla Natalja Sedovová, která pracovala pro marxistické periodikum Iskra a která zůstala Trockého družkou až do jeho smrti.
Byl v revolucionářských myšlenkách, od dětství sdílel s mladším bratrem (starší sestry zůstaly s matkou) peripetie svých rodičů, tedy vyhnanství, někdy internaci a téměř vždy materiální strádání. Z těchto postupných pobytů téměř ve všech hlavních městech Evropy si uchoval praxi v mnoha jazycích, zapomněl i na ruštinu, kterou ho rodiče museli znovu naučit.
Během říjnové revoluce se přihlásil do Komsomolu, ačkoliv mu bylo pouze jedenáct let.

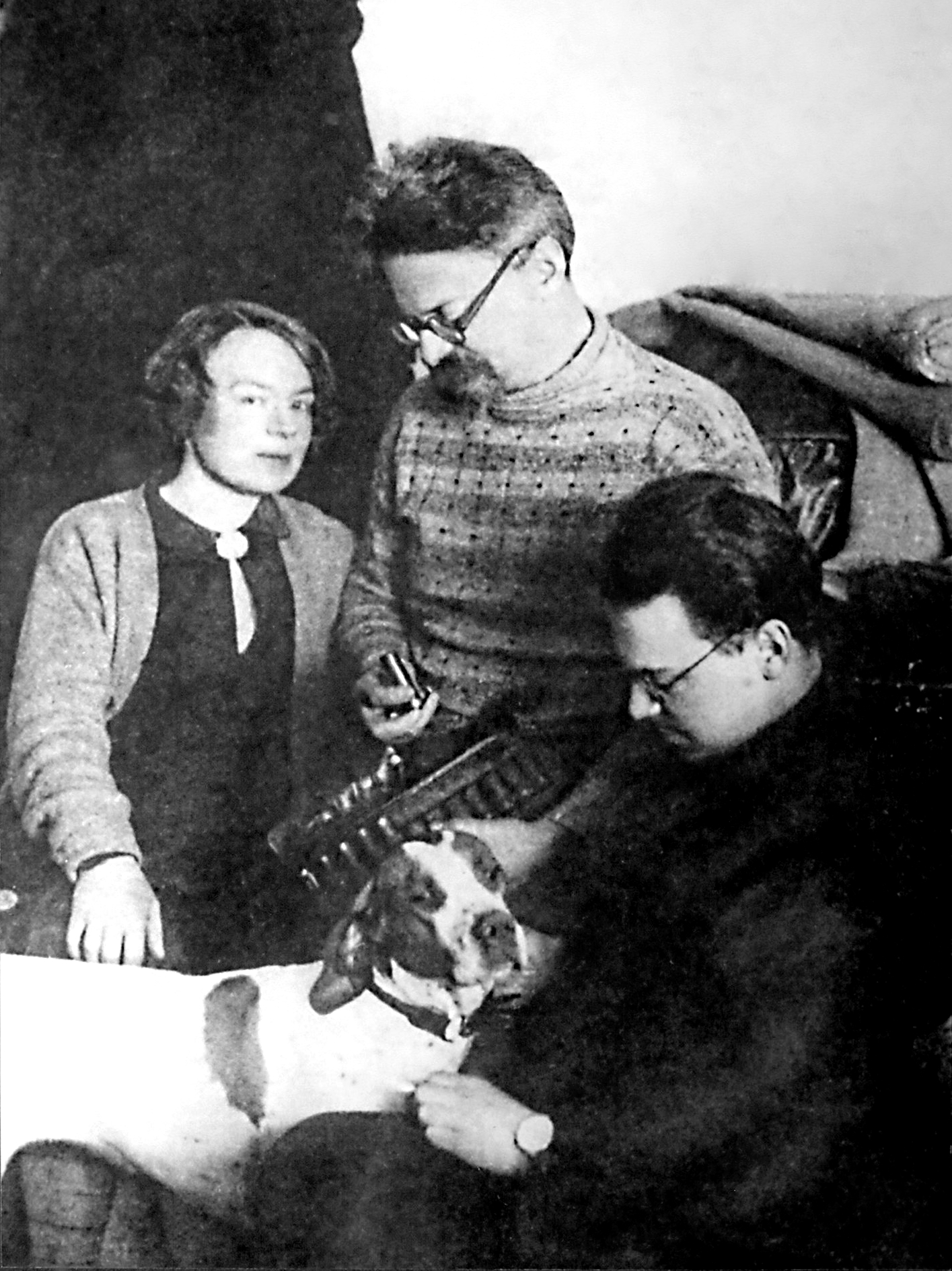
Trockij s manželkou Nataljou a synem Lvem v exilu v Alma-Atě

### Po říjnové revoluci
Po Říjnové revoluci odešel z domova, aby sám nebyl považován za privilegovaného. V roce 1925 se ve svých devatenácti letech oženil s mladou dělnicí Annou Metallikovou a v roce 1926 se jim narodil syn Lev. Studoval inženýrství a byl vynikajícím studentem. Sedov podporoval svého otce v boji proti Stalinovi a aktivně se angažoval v trockistickém hnutí.
V roce 1923 pomáhal Trockému vytvořit politický blok s protistalinskou opozicí uvnitř SSSR a byl v kontaktu s některými jeho členy, například s Ivanem Smirnovem, prostřednictvím starého bolševika Eduarda Golcmana, kterého ve svých dopisech nazýval „informátorem“. Sedov dal najevo, že má mnohem větší zájem o použití přímé agresivní politiky než Trockij, když prohlásil: „Před vším ostatním musíme vyhnat současné vedení a zbavit se Stalina, nic jiného než jejich likvidace nemůže přinést vítězství“. Podle historika Pierra Broué byl blok počátkem roku 1933 rozpuštěn.

### Exil v Turecku a Německu
V roce 1929 doprovázel své rodiče do exilu a v roce 1931 se přestěhoval do Berlína, kde studoval. Uvádí se, že právě v kazachstánském městě Alma-Ata jej otec přijal za svého skutečného spolupracovníka. Alexandra Rammová-Pfemfertová a její manžel Franz Pfemfert mu zařídili vízum a zajistili mu návštěvu očního specialisty, který mu pomohl vyléčit oční chorobu. Carl Sternheim, přítel Pfemfertových, se s ním v tomto období setkal a popsal ho jako nesmírně sympatického mladého muže se světle hnědými vlasy a modrýma očima, který však neustále kouří. V tomto období Sedov mluvil málo německy, ale zato plynně francouzsky.

### Exil v Paříži
Těsně před nástupem Adolfa Hitlera k moci v roce 1933 se Sedovovi podařilo přestěhovat do Paříže, kde odešel pracovat jako pařížský dělník a stal se významným aktivistou trockistického hnutí. Často byl sledován agenty sovětské NKVD. V letech 1935 až 1938 se Sedov a jeho partnerka Jeanne Martinová v Paříži ujali a starali o jeho malého synovce Vsevoloda Volkova, kterému rodina říkala „Sieva“ (a který později v Mexiku přijal jméno Esteban Volkov), syna Sedovovy zesnulé nevlastní sestry Ziny.

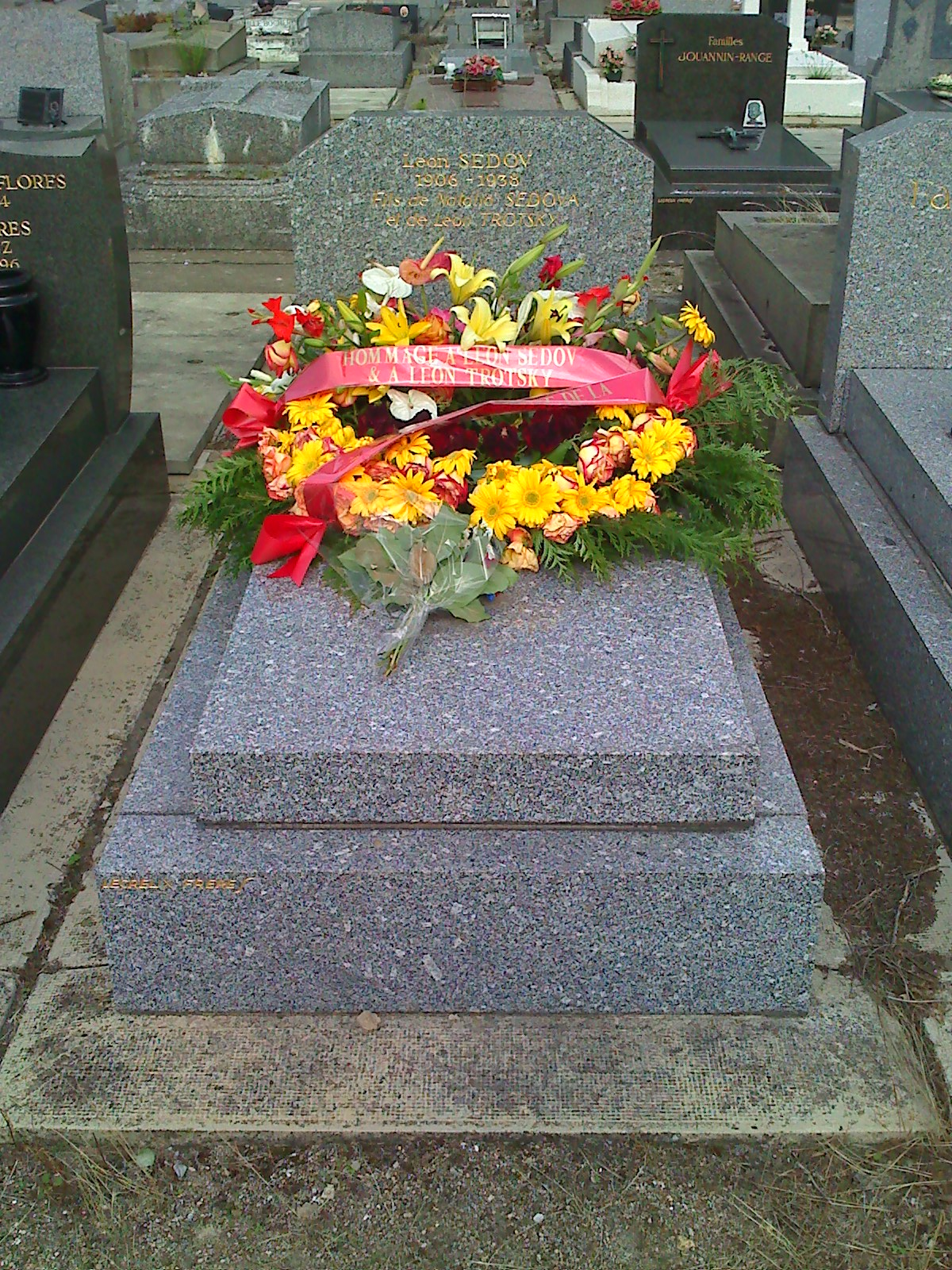
Hrob Lva Sedova na hřbitově v Thiais

### Smrt
Po akutním zánětu slepého střeva v únoru 1938 zařídil agent NKVD Mark Zborowski, který se vydával za Sedovova druha a přítele, aby byl převezen na soukromou kliniku místo do pařížské nemocnice. Zborowski zároveň oznámil NKVD, že Sedov byl pod falešným jménem převezen do Clinique Mirabeau, kterou provozoval běloruský lékař napojený na sovětskou rozvědku, jenž provedl operaci slepého střeva. Po operaci se dostavily komplikace, ale Sedov zřejmě nebyl dále léčen. Později byl převezen do pařížské nemocnice, kde zemřel.
Někteří historici, kteří se zabývali analýzou této události, se domnívají, že Sedova zavraždili Stalinovi agenti, kteří ho v Paříži sledovali, a to buď během pobytu v nemocnici, nebo ho otrávili, čímž způsobili jeho stav. V roce 1994 Pavel Sudoplatov, generálporučík NKVD, který měl v té době na starosti plánování atentátů v zahraničí, včetně atentátu na Sedovova otce, ve svých pamětech tvrdil, že sovětští agenti nehráli v jeho smrti žádnou roli. V roce 1956 Zborowski vypověděl před podvýborem Senátu Spojených států, že kontaktoval NKVD, aby oznámil, že Sedov vstoupil na kliniku, a poté potvrdil jeho smrt.
Sedovův hrob se nachází v Cimetière de Thiais ve městě Thiais jižně od Paříže.

## Rodina
Sedov byl dvakrát ženatý. Poprvé se oženil s Annou Samojlovnou Rjabuchinou, která však byla v roce 1938 popravena. Z tohoto manželství měl syna Lva Lvoviče Sedov-Rjabuchina, který žil se svým strýcem a Lvovým mladším bratrem Sergejem a jeho první ženou Olgou Grebnerovou. Jeho další osudy nejsou známy.
V Paříži se jeho partnerkou stala Jeanne Sedovova, rozená Martinová.

## Dílo
Hlavním politickým dílem Lva Sedova je Rudá kniha o moskevských procesech (1936). V době, kdy levicový konsenzus přijímal rozsudky moskevských procesů, kniha je analyzovala s cílem zdiskreditovat je. Šlo o první důkladné odhalení kádrových posudků, na nichž byly procesy založeny. Sám Trockij ji označil za „neocenitelný dar“ a „první zdrcující odpověď kremelským falzifikátorům.“